# Paul-Ernst-Gesellschaft
Die Paul-Ernst-Gesellschaft ist ein eingetragener Verein, der sich der Erschließung und Bewahrung des literarischen Werks von Paul Ernst (1866–1933) widmet. Die Gesellschaft wurde direkt nach dem Tod Ernsts im Jahr 1933 begründet und nach dem Zweiten Weltkrieg 1956 neu gegründet. Sie ist als kulturell und wissenschaftlich förderungswürdig anerkannt und für natürliche Personen und Körperschaften offen.

## Ziele und Aufgaben
Die Gesellschaft möchte zur Sicherung und Herausgabe von Ernsts literarischem Nachlass beitragen, Aufführungen seiner Dramen fördern, auf seine Person bzw. sein Werk fokussierende Publikationen und Symposien mit Lesungen und Vorträgen initiieren sowie zur Erhaltung der Gedenkstätten für Paul Ernst beitragen. Zu diesen Zwecken soll das Paul-Ernst-Archiv sukzessive erweitert und genutzt werden, das an der Universitätsbibliothek Regensburg (Paul-Ernst-Archiv / Sammlung Kutzbach), an der Universität Bochum (Privatbibliothek Paul Ernst) und im Deutschen Literaturarchiv Marbach (Nachlass) besteht.

## Historie
Im Juli 1933 wurde die literarische Gesellschaft begründet, nur zwei Monate nach dem Tod von Paul Ernst. Der Gründerkreis setzte sich maßgeblich aus Freunden, Förderern und Schülern des Dichters zusammen, die in der Folge eine Vielzahl von Publikationen herausgegeben und zahlreiche Veranstaltungen organisiert haben. Auch Paul Ernsts Witwe Else Ernst (1874–1946) beteiligte sich an Lesungen aus dem Werk ihres verstorbenen Ehemannes. Sie beeinflusste die Entwicklung der Gesellschaft, indem sie beispielsweise die 1942 erfolgte Verlegung des Sitzes der Gesellschaft nach Graz betrieb.
Zur bedeutenden Figur des Vereins geriet Karl August Kutzbach (1903–1992),
Freund und Nachlassverwalter Paul Ernsts, der umfangreich und zeitlebens zu dessen Person und Werk forschte. Er verfasste den Großteil der älteren Forschungsliteratur zu Paul Ernst. Er trug neben seiner Nichte, der Ärztin und Kunstsammlerin Hildegard Blanke (* 1938) sowie Heinrich Steinmeyer (1908–2001), die beide als Geschäftsführer wirkten, maßgeblich zum Fortbestehen der Gesellschaft bei.

## Publikationen
In unregelmäßiger Folge sind Mitteilungsblätter und die Zeitschrift „Der Wille zur Form“ publiziert worden. Darüber hinaus wurden für die Mitglieder Jahresgaben herausgegeben.

## Präsidenten
- 1933–1941: Will Vesper (1882–1962)[13][14]
- 1941–1942: Interregnum, kommissarisch durch Vizepräsident Max Wachler (1878–1960)
- 1942–1945: Karl Polheim (1883–1967)
- 1956–1966: Pfarrer Georg Noth (1890–1966)[15][16][17]
- 1966–1978: Pfarrer Karl Vogel (1911–2000)[18]
- 1978–1989: Wolfgang Stroedel (1910–1997)[19][20]
- 1989–1996: Louis Ferdinand Helbig (1935–2019)
- 1996–2012: Horst Thomé (1947–2012)[21][22][23]
- seit 2012: Marco Bastianelli (* 1976)[24]

## Bekannte Mitglieder
- Hermann Apelt (1876–1960), Jurist, Politiker, Senator der Freien Hansestadt Bremen
- Hans Ludwig von Arnim (1889–1971), Kirchenfunktionär, Politiker und Autor
- Helmut Bartuschek (1905–1984), Lyriker und Übersetzer französischer Literatur
- Hans Bogner (1895–1948), Altphilologe
- Joseph Breitbach (1903–1980), Schriftsteller und Publizist
- Hildegard Châtellier (1936–2014), Universitätsprofessorin und Autorin[25]
- Eberhard Clemen (1910–1996), Lyriker und Sprachlehrer[26]
- Ottomar Enking (1867–1945), Schriftsteller
- Herbert G. Göpfert (1907–2007), Verlagsbuchhändler, Lektor und Honorarprofessor
- Günter Hartung (* 1932), Germanist, Literaturwissenschaftler, Universitätsprofessor und Autor[27]
- Wolfgang Heilmann (1913–1992), Philosoph und Hochschullehrer
- Louis Ferdinand Helbig (1935–2019), Germanist und Literaturwissenschaftler[28]
- Karl Herke (1889–1965), Philosoph, Literaturwissenschaftler, Schriftsteller und bildender Künstler[29]
- Curt Hotzel (1894–1967), Schriftsteller, Journalist und Publizist
- Hans-Windekilde Jannasch (1883–1981), Pädagoge und Schriftsteller
- Paul Anton Keller (1907–1976), Schriftsteller
- Martin Kießig (1907–1994), Pädagoge, Literaturkritiker, Autor und Publizist
- Joachim Konrad (1903–1979), ev. Pastor und Professor der Theologie[30]
- Julius Albert Kühn (1887–1970), Lehrer, Schriftsteller und Literaturhistoriker[31]
- Carl Heinz Kurz (1920–1993), Lehrer, Schriftsteller und Publizist[32]
- Karl August Kutzbach (1903–1992), Privatgelehrter, Publizist, Nestor der Paul-Ernst-Forschung[33]
- Rudolf Lange (1914–2007), Pädagoge, Journalist, Theaterkritiker, Schriftsteller und Publizist
- Norbert Langer (1899–1975), Literaturhistoriker und Publizist
- Arthur Luther (1876–1955), Literaturwissenschaftler, Bibliothekar, Übersetzer und Dolmetscher
- Ernst Metelmann (1901–1981), Schriftsteller, Lektor und Redakteur[34]
- Eberhard Wolfgang Möller (1906–1972), Schriftsteller und Dramatiker
- Kurt Oxenius (1881–1950), Kinderarzt, Schriftsteller und Bibliophiler, 1921 Mitbegründer der Gesellschaft der Bücherfreunde zu Chemnitz[35]
- Karl Polheim (1883–1967), Germanist, Literaturwissenschaftler, Universitätsprofessor und -rektor
- Karl Konrad Polheim (1927–2004), Literaturwissenschaftler[36]
- Adolf Potthoff (1897–1969), Journalist, Pädagoge und Schriftsteller
- Herbert Reinecker (1914–2007), Journalist und Autor
- Paul Rilla (1896–1954), Journalist und Literaturwissenschaftler
- Helmut Schoepke (1903–1996), Lyriker und Verleger
- Rolf Schroers (1919–1981), Schriftsteller
- Gerhard Schumann (1911–1995), Schriftsteller
- Heribert Schwarzbauer (1922–2009), Schriftsteller, Literatur- und Kunstkritiker[37]
- Albert Soergel (1880–1958), Literaturhistoriker
- Werner Sombart (1863–1941), Soziologe und Volkswirt, Universitätsprofessor
- Curt Stefke (1894–1943), Maler und Zeichner[38][39]
- Eberhard Ter-Nedden (1908–1986), Theologe, Philologe, Übersetzer und Universitätsprofessor[40]
- Will Vesper (1882–1962), Schriftsteller und Literaturkritiker
- Walther Vogel (1880–1938), Historiker und Universitätsprofessor
- August Winnig (1878–1956), Gewerkschafter, Politiker und Schriftsteller
- Max Zweig (1892–1992), Dramatiker

## Mitgliedschaften
- Arbeitsgemeinschaft Literarischer Gesellschaften und Gedenkstätten e. V.[41]

## Weblink
- Offizielle Website